# 麥金太爾 (愛荷華州)
麥金太爾（英語：McIntire）是一個位於美國愛荷華州米切爾縣的城市。

## 地理
麥金太爾的座標為41°26′12″N 95°35′45″W / 41.43667°N 95.59583°W，而該地的平均海拔高度為388米（即1273英尺）。

## 人口
根據2010年美國人口普查的數據，麥金太爾的面積為2.62平方千米，當中陸地面積為2.62平方千米，而水域面積為0.00平方千米。當地共有人口122人，而人口密度為每平方千米46人。